# Hyperolius obscurus
Hyperolius obscurus és una espècie de granota de la família dels hiperòlids que viu a la República Democràtica del Congo.